# Premio Feltrinelli
Il premio Feltrinelli è uno dei più prestigiosi premi italiani, istituito dall'imprenditore e artista Antonio Feltrinelli, assegnato dall'Accademia nazionale dei Lincei.

## Storia
Feltrinelli, alla sua morte avvenuta nel 1942, lasciò un fondo all'Accademia d'Italia, destinato a "premiare il lavoro, lo studio, l'intelligenza".
Feltrinelli aveva eletto ad erede universale l'Accademia d'Italia perché costituisse un fondo perenne il cui reddito fosse destinato al conferimento dei premi; quando nel 1944 fu ricostituita l'Accademia dei Lincei che assorbì i beni dell'Accademia d'Italia, il compito di tutelare il premio passò ad essa.
Fu costituita una fondazione con lo scopo di conferire il riconoscimento a coloro che, in Italia e nel mondo, avessero saputo illustrare le scienze e le arti.
Vennero distinti cinque ambiti disciplinari, Scienze storiche e morali, Scienze fisiche, matematiche e naturali, Lettere, Arti, Medicina, nell'ambito dei quali, a rotazione annuale, sarebbe stato assegnato il premio. Ogni cinque anni sarebbe inoltre stato possibile conferire un premio speciale per una impresa di valore morale e umanitario eccezionale.
I primi premi letterari furono assegnati nel 1952 e tra i vincitori risultano grandi nomi della cultura umanistica italiana e internazionale.

## Regolamento
Secondo il regolamento tutti i soci, che sono esclusi dall'attribuzione dei premi, contribuiscono a formulare il giudizio con apposite commissioni e assemblee. Si può concorrere solamente per segnalazione dei membri e i premi vengono attribuiti ad personam, tenendo conto dell'intero curriculum degli studiosi.
La giuria è formata dai membri dell'Accademia e da esperti esterni, e i nomi dei candidati sono proposti dai soci nazionali dell'Accademia e dai presidenti delle maggiori accademie italiane per poi essere affidati a diverse commissioni che redigono una relazione da presentare in assemblea plenaria, a "Classi riunite".
La fondazione Feltrinelli è retta da un Consiglio di amministrazione presieduto dal presidente dell'Accademia dei Lincei, presso cui la fondazione si è stabilita.

## Premi "Antonio Feltrinelli" dell'Accademia dei Lincei (1950-2023)

### Scienze morali e storiche
| Anno | Premio riservato a cittadini italiani | Premio Internazionale |
| ---- | --- | --- |
| 1950 | Archeologia: Paola Zancani Montuoro e Umberto Zanotti Bianco | Non assegnato |
| 1955 | Filologia e storia letteraria: Gianfranco Contini e Francesco Gabrieli Storia: Federico Chabod e Nicola Turchi Scienze giuridiche: Tullio Ascarelli e Salvatore Pugliatti Filosofia: Augusto Guzzo e Bruno Nardi Scienze economiche e sociali: Gaetano Pieraccini e Livio Livi | Filologia e storia letteraria: Leo Spitzer Storia: Gaetano Salvemini Scienze giuridiche: Ernst Rabel Filosofia: Werner Jaeger Scienze economiche e sociali: Arthur Cecil Pigou |
| 1960 | Filologia, storia e critica letteraria: Mario Praz Scienze storiche: Arnaldo Momigliano Scienze filosofiche: Guido Calogero | Scienze giuridiche: Hans Kelsen Scienze economiche e sociali: non conferito Scienze sociali e politiche (conferito nel 1961): Ragnar Frisch                                    |
| 1965 | Filologia: Giuseppe Billanovich | Archeologia: John Davidson Beazley |
| 1970 | Filologia e linguistica: Giorgio Petrocchi Scienze filosofiche: Eugenio Garin Scienze sociali e politiche: Giuseppe De Meo | Storia e Geografia storica e antropica: Claudio Sánchez-Albornoz |
| 1975 | Archeologia: Dinu Adameșteanu e Fabrizio Sergio Donadoni Scienze giuridiche: Rolando Quadri Scienze sociali e politiche: Giulio Capodaglio e Giuseppe di Nardi Per la pubblicazione di materiale archeologico inedito: Maria Floriani Squaciapino                              | Scienze giuridiche: Alfred Verdross |
| 1980 | Archeologia, critica dell'arte e della poesia: Cesare Brandi Storia e Geografia storica e antropica: Franco Venturi Scienze filosofiche: Sofia Vanni Rovighi Scienze giuridiche: Giovanni Pugliese                                                                             | Filologia e linguistica: Roman Jakobson Scienze economiche: Gottfried Haberler                                                                                                 |
| 1985 | Archeologia: Ferdinando Castagnoli Filosofia: Ludovico Geymonat Filologia e linguistica: Vittore Pisani Economia: Sergio Steve | Critica dell'arte e della poesia: Massimo Mila Scienze giuridiche: Franz Wieacker                                                                                              |
| 1990 | Filologia e linguistica: Francesco Mazzoni Scienze giuridiche: Massimo Severo Giannini Scienze filosofiche: Mario Dal Pra Scienze economiche: Paolo Sylos Labini Critica dell'Arte e della Poesia: Paola Barocchi e Enrico Castelnuovo (Conferito nel 1991)                    | Scienze storiche: Robert Roswell Palmer |
| 1995 | Filologia e linguistica: Sebastiano Timpanaro Scienze giuridiche: Pasquale Voci Critica dell'arte e della poesia: Enzo Carli Scienze storiche: Renzo De Felice Scienze economiche: Siro Lombardini                                                                             | Scienze filosofiche: Hans-Georg Gadamer |
| 2000 | Archeologia: Bruno d'Agostino Critica letteraria: Anna Maria Chiavacci Leonardi Storia dell'Arte: Gian Alberto Dell'Acqua Storia della Musica: Agostino Ziino | Filologia e Linguistica: Alfredo Stussi |
| 2005 | Storia delle Letterature europee: Lea Ritter Santini Scienze storiche: Carlo Ginzburg Diritto: Vincenzo Buonocore Storia sociale, demografica ed economica: Carlo Poni | Scienze economiche e sociali: William J. Baumol |
| 2010 | Scienze giuridiche: Antonio Cassese Storia della Filosofia: Carlo Augusto Viano Filologia e Linguistica: Luigi Lehnus Scienze economiche e sociali: Alessandro Cavalli | Archeologia: Pierre Gros |
| 2015 | Archeologia: Marina Martelli Cristofani Scienze filosofiche: Evandro Agazzi Scienze giuridiche: Giorgio Cian Scienze sociali e politiche: Giancarlo De Vivo | Scienze storiche: Simon Michael Schama |
| 2020 | Archeologia: Stefano De Caro Filologia e Linguistica: Gian Biagio Conte Scienze filosofiche: Sergio Landucci Storia e Geografia: Vincenzo Ferrone | Istituzioni monetarie: Mario Draghi |
| 2023 | | Scienze giuridiche: Reinhard Zimmermann |
| 2024 | | Filologia romanza: Pedro Manuel Cátedra García |
| 2025 | Economia e Società: Giovanni Vaggi Scienze Giuridiche: Carlo Angelici Scienze filosofiche: Gianni Francioni Storia: Nicola Labanca | Scienze Filosofiche: Jürgen Habermas |

### Scienze fisiche, matematiche e naturali
| Anno | Premio riservato a cittadini italiani | Premio Internazionale |
| ---- | --- | --- |
| 1951 | Matematica, Astronomia e Fisica: Gleb Wataghin Scienze biologiche: Vincenzo Diamare | Matematica e Astronomia: Jacques Hadamard |
| 1956 | Matematica: Beppo Levi Meccanica: Bruno Finzi Astronomia: Livio Gratton Geodesia e Geofisica: Pietro Caloi Fisica: Antonio Rostagni Chimica: Gino Bozza Geologia e Paleontologia: Giovanni Merla Mineralogia: Paolo Gallitelli Botanica: Francesco d'Amato Fisiologia: Giuseppe Moruzzi                                                                                      | Matematica Meccanica e Applicazioni: Solomon Lefschetz Astronomia, Geodesia, Geofisica e Applicazioni: Sydney Chapman Fisica, Chimica e Applicazioni: Giuseppe Occhialini Geologia, Paleontologia, Mineralogia e Applicazioni: Bruno Sander Scienze biologiche e Applicazioni: Ross Granville Harrison |
| 1961 | Matematica e Meccanica: Francesco Tricomi Astronomia, Geodesia e Geofisica: Giampietro Puppi Geologia, Paleontologia e Mineralogia: Livio Trevisan | Fisica e Chimica: Pierre Auger Scienze biologiche: John Burdon Sanderson Haldane |
| 1966 | Matematica, Meccanica e Applicazioni: Guido Stampacchia Fisica, Chimica e Applicazioni: Luigi Radicati di Brozolo Scienze biologiche e Applicazioni: Vittorio Capraro | Scienze geologiche: Harry Hammond Hess |
| 1971 | Matematica, Meccanica e Applicazioni: Aldo Andreotti Astronomia, Geodesia, Geofisica e Applicazioni: Giuseppe Colombo Fisica, Chimica e Applicazioni: Adriano Gozzini Geologia, Paleontologia, Mineralogia e Applicazioni: Bruno Accordi Scienze biologiche e Applicazioni: Pasquale Pasquini                                                                                | Matematica e Applicazioni; Jean Leray A un cultore di discipline fisiche e astrofisiche la cui opera abbia portato un contributo decisivo allo sviluppo della visione moderna dell'universo e della sua struttura: Bruno Rossi                                                                         |
| 1976 | Matematica, Meccanica e Applicazioni: Enrico Bombieri e Gaetano Fichera Astronomia, Geodesia, Geofisica e Applicazioni: Michele Caputo Fisica, Chimica e Applicazioni: Ferdinando Amman, Massimilla Baldo Ceolin e Raffaello Fusco Geologia, Paleontologia e Applicazioni: Ezio Tongiorgi Scienze biologiche e Applicazioni: Giorgio Forti, Emanuele Padoa e Leo Pardi       | Chimica: Edgar Bright Wilson |
| 1981 | Matematica, Meccanica e Applicazioni: Edoardo Vesentini e Giulio Maier Astronomia, Geodesia e Geofisica e Applicazioni: Enzo Boschi Fisica, Chimica e Applicazioni: Ettore Fiorini, Piero Pino e Eolo Scrocco Geologia, Paleontologia e Applicazioni: Annibale Mottana Scienze biologiche e Applicazioni: Luigi Luca Cavalli Sforza, Francesco d'Amato e Giulio Lanzavecchia | Scienze biologiche: Sol Spiegelman Scienze matematiche: Michael Francis Atiyah |
| 1986 | Matematica: Lucilla Bassotti e Claudio Procesi Astronomia, geodesia e geofisica: Fernando Sansò Fisica e chimica: Giorgio Parisi, Alessandro Ballio e Emilio Gatti Geologia e paleontologia: Maria Bianca Cita Sironi Scienze biologiche: Lilia Alberghina, Luciano Bullini e Pietro Calissano                                                                               | Chimica: Alan Battersby |
| 1991 | Matematica, Meccanica e Applicazioni: Francesco Vincenzo Guglielmino Astronomia, Geodesia, Geofisica e Applicazioni: Cesare Chiosi e Alvio Renzini Fisica: Gianfranco Chiarotti Chimica e Applicazioni: Sergio Carrà Geologia, Paleontologia, Mineralogia e Applicazioni: Giuliano Ruggieri Scienze biologiche: Floriano Papi                                                | Geologia, Paleontologia, Mineralogia e Applicazioni: Alfred Edward Ringwood |
| 1996 | Matematica, Meccanica e Applicazioni: Umberto Mosco Astronomia, Geodesia, Geofisica e Applicazioni: Antonio Longinelli Geologia, Paleontologia, Mineralogia e Applicazioni: Stefano Merlino Scienze biologiche e Applicazioni: Giovanni Giudice | Fisica: Freeman John Dyson |
| 2001 | Matematica, Meccanica e Applicazioni: Giuseppe Tomassini Astronomia, Geodesia, Geofisica e Applicazioni: Paolo de Bernardis Fisica, Chimica e Applicazioni: Lido Porri Geologia, Paleontologia, Mineralogia e Applicazioni: Enrico Bonatti | Biologia: Bert W. O'Malley |
| 2006 | Matematica, Meccanica e Applicazioni: Alberto Bressan Fisica, Chimica e Applicazioni: Giovanni Jona-Lasinio Geologia, Paleontologia, Mineralogia e Applicazioni: Angelo Peccerillo Scienze biologiche e Applicazioni (non conferito nel 2006): Emilia Chiancóne | Astronomia: Saul Perlmutter |
| 2011 | Biologia: Giulio Cossu Matematica, meccanica e applicazioni: Christopher Derek Hacon Geologia, paleontologia, mineralogia e applicazioni: Raimondo Catalano Astronomia, geodesia, geofisica e applicazioni: Umberto Villante | Chimica: Martin Karplus |
| 2016 | Astronomia: Roberto Ragazzoni e Piero Salinari Chimica e Fisica: Bruno Coppi Geoscienze: Roberta Oberti Scienze biologiche: Alberto Mantovani | Matematica: Jean Bourgain |
| 2021 | Astronomia, Geodesia, Geofisica e Applicazioni: Rodolfo Guzzi Fisica, Chimica e Applicazioni: Silvia Bordiga Matematica, Meccanica e Applicazioni: Camillo De Lellis Scienze biologiche e Applicazioni: Andrea Ballabio | Geoscienze: Frederik Johan Hilgen |
| 2023 | | Fisica: Ioannis Iliopoulos |
| 2024 | Scienze biologiche: Fabio Benfenati e Stefano Gianni | Fisiologia, Biochimica, Farmacologia, Neuroscienze: Paola Arlotta |
| 2025 | | Astronomia: Martin C. Weisskopf, Enrico Costa, Ronaldo Bellazzini |

### Lettere
| Anno | Premio riservato a cittadini italiani | Premio Internazionale |
| ---- | --- | --- |
| 1952 | Prosa narrativa: Marino Moretti Letteratura saggistica: Emilio Cecchi Critica e storia letteraria: Ferdinando Neri I premi per la Poesia e per il Teatro non sono stati conferiti                                                     | Arte letteraria: Thomas Mann Critica e Storia letteraria: Ramón Menéndez Pidal |
| 1957 | Antonio Baldini Virgilio Giotti Vasco Pratolini | Wystan Hugh Auden Aldo Palazzeschi |
| 1962 | Bruno Cicognani Giuseppe De Robertis Carlo Emilio Gadda Camillo Sbarbaro | Eugenio Montale |
| 1967 | Poesia: Carlo Betocchi Saggistica: Giacomo Debenedetti Critica e storia letteraria: Quintino Cataudella e Ezio Raimondi | Narrativa: John Dos Passos |
| 1972 | Narrativa: Italo Calvino Storia e Critica della Letteratura: Italo Siciliano Teoria e storia della lingua letteraria: Gianfranco Folena Poesia: Vittorio Sereni                                                                       | Teatro: Eduardo De Filippo |
| 1977 | Teatro: Diego Fabbri Storia della letteratura: Giovanni Macchia Il Premio per le Letterature classiche non è stato conferito | Poesia: Jorge Guillén Il premio per la Prosa narrativa non è stato conferito |
| 1982 | Prosa narrativa: Anna Banti e Romano Bilenchi Storia e critica della letteratura: Vittore Branca e Carlo Dionisotti Teoria e storia della lingua letteraria: Ignazio Baldelli e Emilio Peruzzi Poesia: Giorgio Caproni e Biagio Marin | Il premio per la Poesia non è stato conferito Prosa: Günter Grass |
| 1987 | Prosa narrativa: Primo Levi Storia e critica della letteratura: Claudio Magris e Antonio La Penna Teoria e storia della lingua letteraria: D'Arco Silvio Avalle e Maurizio Vitale Poesia: Mario Luzi e Andrea Zanzotto                | Critica dell'arte e della poesia: Thomas Bernhard (Bernhard pur dichiarandosi altamente onorato, non ha accettato il conferimento in quanto da diversi anni ha assunto tale linea di condotta nei confronti di qualsiasi pubblico riconoscimento) |
| 1992 | Narrativa: Giorgio Bassani Poesia: Attilio Bertolucci Filologia: Cesare Segre Linguistica: Walter Belardi Critica letteraria: Luciano Anceschi                                                                                        | Poesia: John Ashbery |
| 1997 | Critica letteraria: Carlo Ossola Narrativa: Mario Rigoni Stern Poesia: Giovanni Giudici Filologia: Alessandro Perosa | Linguistica: John Chadwick |
| 2002 | Critica letteraria: Piero Boitani Letterature Orientali: Maria Teresa Orsi Poesia: Valerio Magrelli Prosa Narrativa: Daniele Del Giudice                                                                                              | Filologia classica: Jean Irigoin |
| 2007 | Traduzione letteraria: Renata Colorni Narrativa: Luigi Meneghello Poesia: Luciano Erba Filologia: Rosanna Bettarini | Critica letteraria: Brian Stock |
| 2012 | Linguistica italiana: Michele Loporcaro Storia del Libro e della Scrittura: Lodovica Braida Critica dello Spettacolo: Alberto Arbasino Storia delle Letterature europee: Remo Ceserani                                                | Non conferito |
| 2017 | Poesia: Patrizia Cavalli Storia del cinema: Gian Piero Brunetta Filologia: Luciano Formisano Letteratura e scienze: Alberto Oliverio                                                                                                  | Narrativa: Abraham B. Yehoshua |
| 2022 | Archeologia: Maria Grazia Picozzi Scienze giuridiche: Cosimo Cascione Scienze sociali: Massimo Paci Storia: Massimo Salvadori | Poesia: Michael Longley |
| 2023 | | Archeologia: Wolf Dieter Heilmeyer |
| 2024 | | Filologia Classica: Richard John Tarrant |

### Arti
| Anno | Premio riservato a cittadini italiani | Premio Internazionale |
| ---- | --- | --- |
| 1953 | Pittura: Filippo de Pisis Scultura: Giacomo Manzù Architettura: Mario Ridolfi Musica: Lorenzo Perosi Critica dell'Arte: Fausto Torrefranca                                                           | Architettura: Ludwig Mies van der Rohe Musica: Igor' Stravinskij Scultura: Marino Marini (Conferito nel 1954) I premi per la Pittura e per la Scultura non sono stati conferiti |
| 1958 | Scultura: Mirko Basaldella Architettura: Giovanni Michelucci Critica dell'Arte (conferito nel 1959): Giulio Carlo Argan e Cesare Brandi                                                              | Pittura: Georges Braque Musica: Ildebrando Pizzetti |
| 1963 | Pittura: Mino Maccari Musica: Giorgio Federico Ghedini Regia cinematografica: Luchino Visconti | Scultura: Henry Moore |
| 1968 | Scultura: Pericle Fazzini Architettura: Luigi Moretti Critica dell'Arte: Francesco Arcangeli Musica: Gian Francesco Malipiero                                                                        | Architettura: Pier Luigi Nervi |
| 1973 | Grafica: Alberto Burri Urbanistica: Pier Luigi Cervellati Musica: Luigi Dallapiccola Scultura: Umberto Mastroianni                                                                                   | Critica e Storia dell'Arte: Richard Krautheimer |
| 1978 | Scultura: Fausto Melotti Critica e Storia dell'Arte: Raffaello Monterosso Architettura: Luciano Baldessari                                                                                           | Musica: Goffredo Petrassi Pittura: Joan Miró |
| 1983 | Scultura: Pietro Consagra e Alberto Viani (conferiti nel 1984) Pittura Giuseppe Santomaso e Luigi Veronesi Architettura: Luigi Cosenza e Riccardo Morandi Musica: Federico Mompellio e Nino Pirrotta | Scultura: Giacomo Manzù (conferiti nel 1984) Architettura: Luigi Piccinato |
| 1988 | Grafica: Bruno Munari e Guido Strazza Musica: Luciano Berio e Carlo Maria Giulini Architettura: Roberto Gabetti, Aimaro Oreglia d'Isola e Gino Valle Scultura: Carlo Lorenzetti e Giuseppe Uncini    | Teatro: Laurence Olivier |
| 1993 | Architettura: Lodovico Barbiano di Belgiojoso Pittura: Emilio Vedova Scultura: Luciano Fabro Incisione: Emilio Greco Teatro (Recitazione): Tino Carraro                                              | Musica: György Kurtág |
| 1998 | Pittura: Carlo Maria Mariani Cinema: Michelangelo Antonioni Scultura: Giuliano Vangi Teatro: Luigi Squarzina                                                                                         | Architettura: José Rafael Moneo Valles |
| 2003 | Regia cinematografica: Ermanno Olmi Fotografia: Mimmo Jodice Direzione d'Orchestra: Riccardo Chailly Incisione: Guido Strazza                                                                        | Musica: Salvatore Sciarrino |
| 2008 | Grafica: Bruno Caruso Scultura: Eliseo Mattiacci Pittura: Claudio Verna Regia teatrale: Luca Ronconi                                                                                                 | Architettura: Juha Ilmari Leiviskä |
| 2013 | Design: Giorgetto Giugiaro Regia e Recitazione: Carlo Cecchi Critica dell'Arte: Gianni Carlo Sciolla Composizione musicale: Fabio Nieder                                                             | Cultura letteraria del Rinascimento: Michel Jeanneret Restauro: Emanuele (Manolis) Korres                                                                                       |
| 2018 | Arti visive: Grazia Varisco Architettura: Paolo Zermani Composizione musicale: Luca Francesconi Interpretazione musicale: Daniele Gatti                                                              | Arte plastica: William Kentridge |
| 2023 | Composizione Musicale: Fabio Vacchi Letteratura - Graphic Novel: Zerocalcare Regia: Pier Luigi Pizzi Scultura: Giuseppe Penone                                                                       | Pittura: Anselm Kiefer |
| 2024 | | Grafica: Tullio Pericoli |
| 2025 | | Cinema: Wim Wenders |

### Medicina
| Anno | Premio riservato a cittadini italiani | Premio Internazionale |
| ---- | --- | --- |
| 1954 | Per qualche studio o complesso di studi che portino a nuove importanti acquisizioni nel campo della etiopatogenesi delle malattie infettive umane o animali: Alberto Ascoli Per studi che abbiano portato a qualche decisivo progresso nel campo della biochimica applicata alla patologia: Luigi Califano Per studi che abbiano portato a nuove importanti conoscenze nel campo della vitaminologia o della endocrinologia: Vittorio Erspamer Per le ricerche di morfologia microscopia o sub microscopica normale o patologica: Massimiliano Aloisi | Per chi abbia aperto nuove vie alle ricerche e alle applicazioni nel campo della terapia: Alfred Blalock e Helen Brooke Taussig Per quegli studi che abbiano portato a decisivo progresso nel campo della anestesia chirurgica: H.R. Griffith e Archibald Ross McIntyre |
| 1959 | Angelo Bairati Giovanni Di Guglielmo Alessandro Rossi Fanelli | Gustav Ramon |
| 1964 | Scienze mediche con indirizzo morfologico: Antonio Ascenzi Scienze mediche con indirizzo fisiologico-biochimico: Luigi Musajo Scienze mediche con indirizzo patologico: Enrico Ciaranfi | Medicina sperimentale: Wallace O. Fenn Scienze mediche e chirurgiche applicate: Albert Bruce Sabin |
| 1969 | Giovanni Moruzzi Giacomo Mottura Oreste Pinotti Giulio Raffaele | Rita Levi Montalcini |
| 1974 | Emilio Agostoni Eraldo Antonini Luigi Donato Ottavio Pompeiano Gaetano Salvatore | Hugh Esmore Huxley |
| 1979 | Giovanni Bussolati Mario Umberto Dianzani Guido Guidotti Lamberto Maffei Vittorio Marinozzi | Roderic Alfred Gregory |
| 1984 | Doriano Cavallini Ruggero Ceppellini Pietro Melchiorri Fiorenzo Stirpe | Jérôme Lejeune Robert A. Weinberg |
| 1989 | Luigi Belloni Aldo Bernelli Zazzera Ermanno Bonucci Mario Coluzzi Gaetano Crepaldi Luciano Martini Bruno Mondovì Sergio Ottolenghi | Giuseppe Attardi |
| 1994 | Giuseppe Bianchi Gian Antonio Danieli Salvatore Di Mauro Francesco Giannelli Jacopo Meldolesi | Seymour Benzer |
| 1999 | Giovanni Cavagna Tullio Pozzan Giacomo Rizzolatti Giancarlo Vecchio (conferiti nel 2000) | Arvid Carlsson |
| 2004 | Fisiologia, Biochimica e Farmacologia: Giuseppe Rotilio e Piergiorgio Strata Patologia molecolare e cellulare, Oncologia, Immunologia e Microbiologia: Guido Forni e Cesare Montecucco | Gottfried Schatz |
| 2009 | Fisiologia, Biochimica, Farmacologia e Neuroscienze: Adriano Aguzzi, Gennaro Melino Patologia Molecolare e cellulare, Oncologia, Immunologia, Microbiologia e Genetica medica: Paolo M. Comoglio, Rino Rappuoli | Medicina: Ira H. Pastan |
| 2014 | Fisiologia, biochimica, farmacologia e neuroscienze: Federico Bussolino e Carlo Reggiani Patologia molecolare e cellulare, oncologia, immunologia, microbiologia e genetica medica: Elisabetta Dejana e Rosario Rizzuto | Medicina: Christopher Dobson |
| 2019 | Fisiologia, biochimica, farmacologia: Elena Conti e Michela Matteoli Patologia, oncologia, immunologia, microbiologia: Franco Locatelli e Giuseppe Matarese | Medicina: Kari Alitalo |
| 2023 | | Medicina: Özlem Türeci e Uğur Şahin |
| 2024 | Patologia Molecolare e Cellulare, Oncologia, Immunologia, Microbiologia, Genetica Medica: Antonio Lanzavecchia e Guido Grandi | Medicina: Howard Franklin Bunn |
| 2025 | | Medicina: Carlo Croce |

## Premio per un'impresa eccezionale di alto valore morale e umanitario
- 1954: Associazione nazionale per gli interessi del mezzogiorno d'Italia
- 1959: Unione nazionale per la lotta contro l'analfabetismo
- 1969: Coretta Scott King
  - Medaglie d'oro: Comitato internazionale della Croce Rossa - Rubrica Specchio dei tempi - Danilo Dolci
- 1975: Piccola Casa della Divina Provvidenza «Il Cottolengo»
- 1980: Fondazione Giorgio Cini
- 1982: Marcello Candia
- 1987: Pugwash Conferences on Science and World Affairs
- 1992: Opera della Divina Provvidenza Madonnina del Grappa
- 1995: Lacor Hospital
- 2000: Pamoja Trust, di cui Alex Zanotelli è uno dei fondatori
- 2001: Operation Smile
- 2002: Associazione Amici di Adwa
- 2003: Emergency
- 2004: Associazione Gigi Ghirotti (conferito nel 2005)
- 2005: Agenzia n.1 di Pavia per Ayamé
- 2008: Pia Sociedade de Padre Nicola Mazza
- 2010: 
  - Remedial Education Center di Gaza (non conferito nel 2009)
  - TWAS, the academy of sciences for the developing world
  - Premio straordinario conseguente al sisma che ha colpito l'Abruzzo: Istituto centrale per il restauro e la conservazione del patrimonio archivistico e librario
- 2011: Water for Life
- 2012: Luigi Greco per il Progetto GULU-NAP[14]
- 2013: Progetto Ortopedico della Croce Rossa Internazionale (ICRC) in Afghanistan (responsabile Alberto Cairo)[10]
- 2014: Comune di Lampedusa[12]
- 2015: Associazione "Artemisia" Onlus[2]
- 2016: Progetto del Nuovo Centro di Salute a Zimpeto (Mozambico), ideato dal Programma DREAM della Comunità di Sant'Egidio[6]
- 2017: 
  - Associazione Missionaria Solidarietà e Sviluppo (AMSES) Onlus
  - Premio straordinario conseguente al sisma e alla catastrofe naturale che ha colpito le zone e le popolazioni del centro Italia: Fondazione Francesca Rava – N.P.H. Italia Onlus
- 2018: Fondazione Marco Luchetta, Alessandro Ota, Dario D'Angelo e Miran Hrovatin[15]
- 2019: Associazione Rete dei Comuni Solidali (ReCoSol)[13]
- 2020[3]: Gruppo Abele - Associazione Onlus
- 2021: Comunità Solidali nel Mondo - Associazione Onlus
- 2022[9]:
  - Associazione Medici Senza Frontiere Onlus - Italia
  - Premio straordinario conseguente alle gravi vicende che hanno colpito l'Ucraina: Associazione Sermig Re.Te. per lo Sviluppo Onlus di Torino
- 2023[4]: Associazione Francesco Realmonte Onlus
- 2024[5]:
  - Associazione CUAMM - Medici con l’Africa Onlus
  - Premio straordinario conseguente alle calamità naturali che hanno colpito l’Emilia-Romagna e le Marche: Comitato Territoriale Croce Rossa Bassa Romagna
- 2025: Amnesty International - Sezione Italiana ODV

## Premi "Antonio Feltrinelli Giovani"
Il premio viene assegnato a studiosi che abbiano conseguito risultati di evidente originalità, autonomia e rilevanza internazionale  ed è riservato a cittadini italiani che non abbiano superato il 40º anno di età.
| anno | vincitori |
| ---- | --- |
| 2017 | Astronomia: Antonino Milone Fisica: Francesca Ferlaino Matematica: Alessio Figalli Medicina: Carlotta Giorgi |
| 2018 | Archeologia: Anna Anguissola Critica dell'arte e della poesia: Luca Fiorentini Scienze giuridiche: Carlotta Rinaldo Scienze sociali e politiche: Carlo D'Ippoliti |
| 2019 | Chimica: Edoardo Mosconi Geoscienze: Omar Bartoli Biologia delle piante: Raffaele Dello Ioio Ingegneria dei sistemi complessi: Simone Fatichi |
| 2020 | Filologia e Linguistica: Lorenzo Mainini Storia e Cultura della musica: Nicola Usula Storia e Geografia: Guillaume Alonge Scienze filosofiche: Salvatore Carannante |
| 2021 | Astronomia: Claudio Grillo Biologia: Luca Pagani Fisica: Matteo Lucchini Matematica: Guido De Philippis Virologia: Enrico Lavezzo |
| 2022 | Archeologia: Luca Di Franco Filologia e Linguistica: Stefano Resconi Scienze giuridiche: Carlo Maria Masieri Scienze sociali: Ivano Cardinale |
| 2023 | Bioingegneria: Calogero Maria Oddo Chimica Ambientale: Raffaele Cucciniello Epidemiologia: Michele Carugno |
| 2024 | Astronomia, Geodesia, Geofisica: Fiorenzo Vincenzo Scienze Biologiche: Antonella Tramutola Fisica: Giulia Semeghini Geoscienze: Alberto Vitale Brovarone Matematica, Meccanica e Applicazioni: Maria Colombo Oceanografia: Katinka Bellomo Scienze economiche: Simone Tagliapietra Storia e Geografia: Lucio Biasiori Scienze filosofiche: Jonathan Salina Filologia e Linguistica: Antonino Pittà Critica dell’arte e della poesia: Manuel Barrese |
| 2025 | Scienze Biologiche: Francesco Andreata Chimica: Martina Delbianco One Health: Emanuele Andreano Archeologia: Rita Sassu Scienze giuridiche: Maria Lucia Passador Filologia e Linguistica: Maria Chiara Scappaticcio Arti: Marco Coppolaro |